# Léo Linck
Leonardo Matias Baiersdorf Linck (Marechal Cândido Rondon, 3 de março de 2001), mais conhecido como Léo Linck, é um futebolista brasileiro que atua como goleiro. Atualmente, joga pelo Botafogo.

## Carreira

### Início
Léo Linck nasceu em Marechal Cândido Rondon, mas foi criado desde bebê em Toledo, no Oeste do Paraná. Desde os oito anos, Léo e sua irmã mais nova, Luana, foram criados pelo seu pai, Vandre, após a separação dos pais. Iniciando no futebol quando ainda estudava, quis inicialmente ser atacante e zagueiro, mas acabou firmando-se como goleiro.
Com isso, passou a jogar em uma escolinha da cidade e por dois anos foi observado pelo São Paulo, mas não conseguiu entrar nas categorias de base do clube e aos 13 anos decidiu parar de jogar. Contudo, seu pai interveio e fez Léo entrar na escolinha Craques do Futuro, de Foz do Iguaçu, onde jogou um campeonato e um observador do Furacão viu-o. Fez um teste e passou, entrando na base do Athletico em março de 2015, aos 14 anos.

### Athletico Paranaense
Sendo integrado ao elenco principal do Athletico em 2020, em 24 de janeiro de 2021, integrou o elenco vice-campeão do Campeonato Brasileiro Sub-20 ao perder nas penalidades por 5–4 para o Atlético Mineiro, após vencer no tempo normal por 1–0 (no jogo de ida, perdeu por 2–1). Em abril, foi um dos 48 inscritos para compor o elenco que iria competir na Copa Sul-Americana.
Em 26 de maio de 2021, Léo Linck renovou seu contrato com o final de 2024. Depois de disputar o Campeonato Paranaense Sub-23, Léo foi integrado ao elenco que disputaria o Campeonato Brasileiro Sub-20. Foi um dos 30 relacionados para a final contra o Red Bull Bragantino e integrou o elenco campeão do torneio após a vitória por 1–0 em 20 de novembro.
Ainda no time de Aspirantes, Léo fez sua estreia pelo time principal do Athletico Paranaense em 6 de março de 2022 na vitória por 4–3 sobre o Cascavel na última rodada do Campeonato Paranaense, assumindo a vaga de Anderson, suspenso.
Em 14 de julho de 2023, foi anunciada a renovação de seu contrato com o Furacão até dezembro de 2026. Em sua primeira partida no Campeonato Brasileiro, um empate de 2–2 com o Palmeiras na 13ª rodada em 2 julho de 2023, foi um dos destaques do Furacão na partida com boas defesas e pegou um pênalti batido por Endrick.
Com a lesão do titular Bento no fim de agosto, Léo ganhou sua primeira sequência como titular atuando nos empates de 1–1 contra o Atlético Mineiro, no 2–2 com o Fluminense, ambos pelo Campeonato Brasileiro e em outros três jogos, sendo três vitórias.
No início da temporada de 2024, sob o rodízio de goleiros imposto por Juan Carlos Osorio, atuou nas vitórias de 1–0 sobre o Cianorte e na 4–0 sobre o PSTC na 5ª e 6ª rodada do Paranaense, respectivamente. Na última, teve atuação elogiada por Osorio.

### Botafogo
No dia 29 de janeiro de 2025, foi anunciado pelo Botafogo, para preencher vaga de Gatito Fernández. A negociação com Léo Linck girou em torno de 1,8 milhões de dólares (cerca de R$ 10,8 milhões na cotação atual), e o Athletico Paranaense manteve 20% dos direitos do atleta para uma futura venda. Léo Linck assinou um contrato válido até o final de 2028.

## Seleção Brasileira

### Sub-20
Em 24 de novembro de 2020, foi um dos 23 convocados por André Jardine para um torneio quadrangular contra Chile, Bolívia e Peru em dezembro, visando o Campeonato Sul-Americano de 2021 da categoria. O Brasil sagrou-se campeão ao empatar com o Chile por 1–1 no último jogo em 18 de dezembro, tendo Léo atuado como titular.

### Principal
No mesmo dia que renovou seu contrato com Athletico Paranaense, Léo Linck foi convocado juntamente com o companheiro de equipe Luan Patrick pelo técnico Tite para compor os treinos e as atividades da Seleção Principal para jogos da Eliminatórias contra Equador e Paraguai em junho de 2021. 

## Títulos

### Athletico Paranaense
- Copa Sul-Americana: 2021
- Campeonato Paranaense: 2023 e 2024

### Seleção Brasileira

#### Sub-20
- Torneio Quadragular: 2020